# Pasirranji
Pasirranji is een bestuurslaag in het regentschap Bekasi van de provincie West-Java, Indonesië. Pasirranji telt 3047 inwoners (volkstelling 2010).